# Clan Wang
 (février 2014).
Si vous disposez d'ouvrages ou d'articles de référence ou si vous connaissez des sites web de qualité traitant du thème abordé ici, merci de compléter l'article en donnant les références utiles à sa vérifiabilité et en les liant à la section « Notes et références ».
Le clan Wang est un clan de guerrier qui servait la Dynastie Qin pendant la période des Royaumes Combattants. 
Le principal chef du clan, Wang Jian fut l'un des généraux des Royaumes Combattants, tout comme son fils, Wang Ben, et son petit-fils, Wang Li.